# Mid-West Radio Quiet Zone
Die Mid-West Radio Quiet Zone (RQZ) ist eine Schutzzone funktechnischer Anlagen in Australien.
Sie liegt im Bundesstaat Western Australia, 200 km östlich von Meekatharra und umfasst rund 70.000 km². Das Zentrum der Mid-West Radio Quiet Zone wird durch die geographischen Koordinaten 26,704167° S 116,658889° E (Datum GDA94) gebildet, die Kernzone hat einen Radius von 70 km, die Pufferzone von 70 bis 150 km.
2005 begann das Murchison Radio-astronomy Observatory (MRO), ein Funksperrgebiet für das im Bau befindliche Radioteleskop Murchison Widefield Array (MWA) zu etablieren. Die Schutzzone wurde für eine Funkstille in den Frequenzen 70 MHz bis 25,25 GHz im Umkreis um den Radioteleskopstandort beantragt, am 11. April 2005 im Rahmen des Australian Radiofrequency Spectrum Plan eingerichtet und 2011 nach Maßgabe des Radiocommunications Act 1992 rechtskräftig. Es steht damit unter Aufsicht der Australian Communications and Media Authority (ACMA).
Mit der Errichtung einer derart großen Schutzzone in einem weitgehend dünn besiedelten Gebiet wurde auch die Voraussetzung geschaffen, Murchison als Standort für das südafrikanisch-australisch-neuseeländische Square Kilometre Array (SKA) zu bewerben, für das schon das Australian SKA Pathfinder telescope (ASKAP) der Commonwealth Scientific and Industrial Research Organization (CSIRO) in Betrieb ist. Dieses ist bei Boolardy errichtet.
In der Schutzzone ist UKW-Rundfunk nicht zu empfangen; Landfunk, Notruffunk und auch die School of the Air – der Funk-Unterricht für das australische Outback – sind möglich. Handys sollen ausgeschaltet bleiben.